# Xavier Kapfer
Xavier Kapfer (ur. 7 listopada 1981 w Ris-Orangis) – francuski siatkarz, grający na pozycji przyjmującego; reprezentant kraju. 

## Sukcesy klubowe
Mistrzostwo Kuwejtu:
- 2013

Puchar Francji:
- 2016

## Sukcesy reprezentacyjne
Mistrzostwa Europy Juniorów:
- 2000

Liga Światowa:
- 2006